# Goldfrosch

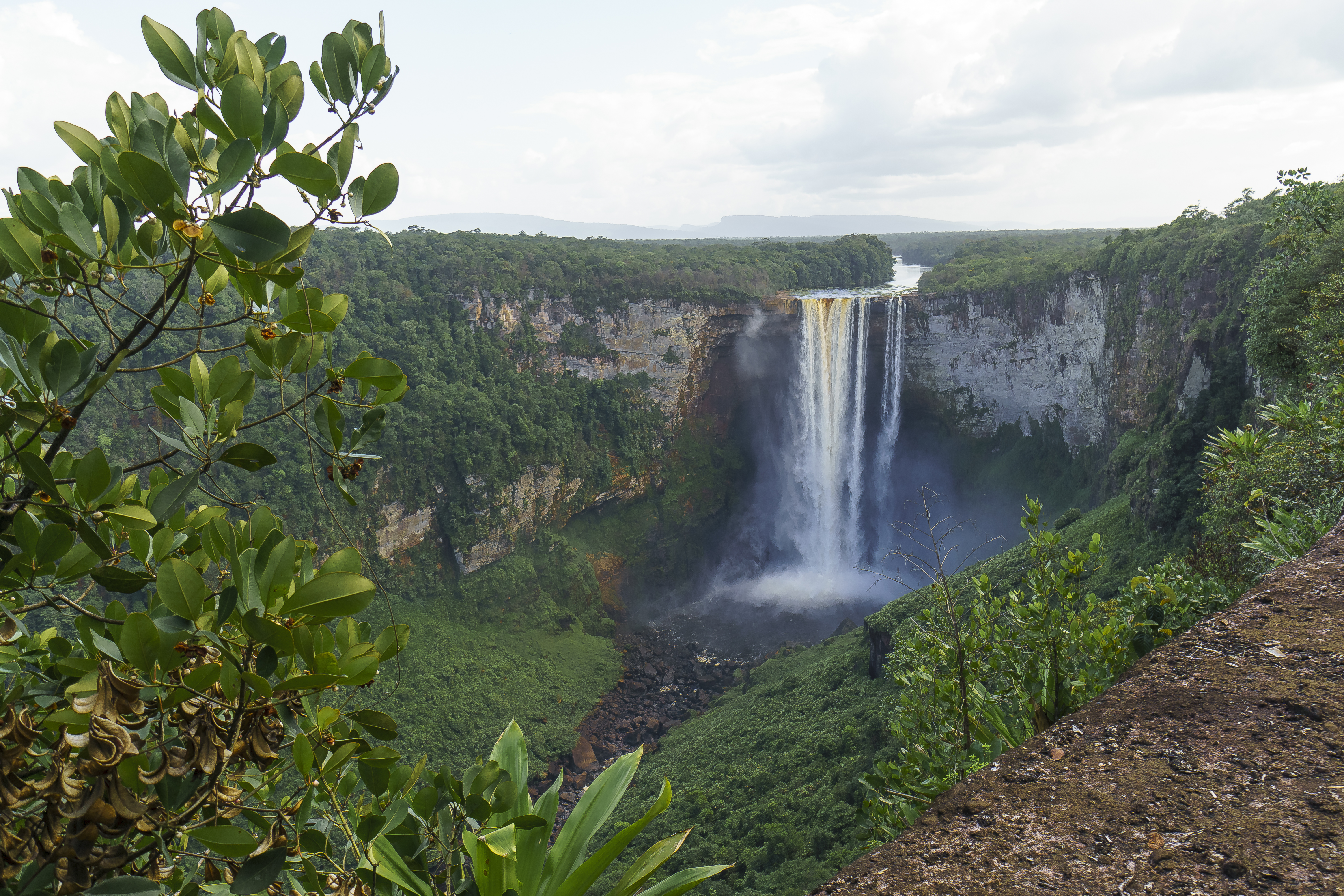
Bevorzugter Lebensraum des Goldfroschs ist die Umgebung der Kaieteur-Fälle in Guyana

Der Goldfrosch (Anomaloglossus beebei, früher Colostethus beebei) ist eine sehr kleine, nur auf Bromelien lebende Art der Froschlurche aus der Familie der Aromobatidae. Die seltene Art kommt ausschließlich in wenigen Gebieten Guyanas vor.

## Merkmale
Goldfrösche sind klein: Die Kopf-Rumpf-Länge der Männchen variiert zwischen 12 und 17 Millimetern, diejenige der Weibchen zwischen 16 und 19 Millimetern. Der Rumpf wirkt gedrungen; die Breite des Kopfes übertrifft die Länge. Zwischen allen Zehen befinden sich Schwimmhäute. Die Männchen haben – im Unterschied zu anderen Arten – keinen vergrößerten dritten Finger.
Kehle und Bauch sind gelb gefärbt. Die Grundfarbe des übrigen Körpers ist entweder gelb/orange oder hellbraun. Die einen Individuen weisen auf diesem Untergrund dunkelbraune Flecken auf und/oder seitliche Streifen auf dem Rücken. Jungtiere sind gelbgrün, etwas dunkler als ausgewachsene. Die gelbe Grundfarbe stammt aus Carotinen, die mit der Nahrung aufgenommen werden. Wenn die Frösche in Gefangenschaft leben, verblasst sie; sie lässt sich aber wiederherstellen, indem die Futterfliegen mit Paprika gestärkt werden.
Die Zunge zeigt etwa in der Mitte ihrer Oberfläche einen winzigen Aufsatz (englisch: median lingual process) – das namengebende Merkmal der Gattung Anomaloglossus (siehe unten: Systematik und Nomenklatur).
Die Kaulquappen weisen eine Gesamtlänge von maximal 32 Millimetern auf (davon entfallen 58–65 % auf den Schwanz). Sie sind gelb mit dunkler Melierung; der Bauch ist durchsichtig.
Die Rufe der Goldfrösche klingen ähnlich wie Vogelpfiffe. Die Männchen antworten einander und rufen abwechselnd; zwei bis vier Individuen können so zusammenwirken.

## Verbreitung und Lebensraum

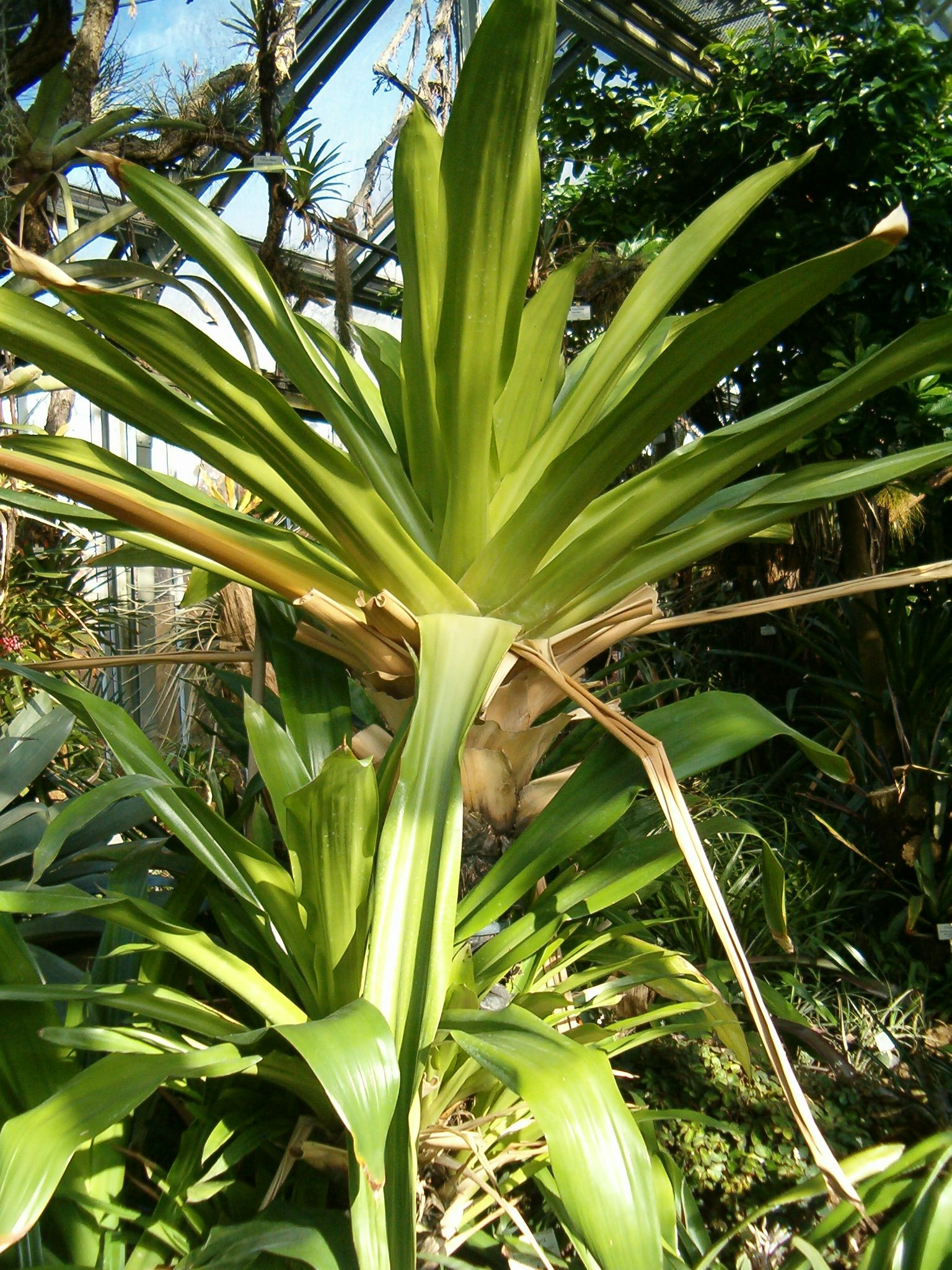
Goldfrösche leben vor allem auf Bromelien der Art Brocchinia micrantha

Der Goldfrosch ist endemisch in Guyana: auf dem Kaieteur-Plateau (am östlichen Rand des Tafelgebirges Serra Pakaraima, 450 Meter über Meereshöhe) sowie auf zwei Tafelbergen (Tepuis) innerhalb der Serra Pakaraima: Mount Ayanganna und Mount Wokomung, auf einer Höhe von 1600 Metern. Er kommt überwiegend in offenen, savannenähnlichen Gebieten vor, selten in Wäldern. In der Nähe des gigantischen Kaieteur-Wasserfalls, der die Umgebung mit Feuchtigkeit sättigt, ist die Populationsdichte der Art besonders hoch.
Anomaloglossus beebei lebt hauptsächlich auf den bis zu drei Meter hohen Bromelien der Art Brocchinia micrantha, seltener auch auf kleineren, in Bäumen wurzelnden Bromelien. Die leuchtend gelben bis orangefarbenen Individuen sind häufiger auf grünen Bromelienblättern anzutreffen, die bräunlichen fast immer auf abgestorbenen, braunen Blättern. (Die gelben Frösche auf grünen Blättern – für unsere Augen sehr auffällig – sind bei Lichtfrequenzen im nahen Infrarotbereich gut getarnt, da ihr Körper dieses Licht fast gleich reflektiert wie der Blattuntergrund.)

## Fortpflanzung und Brutpflege

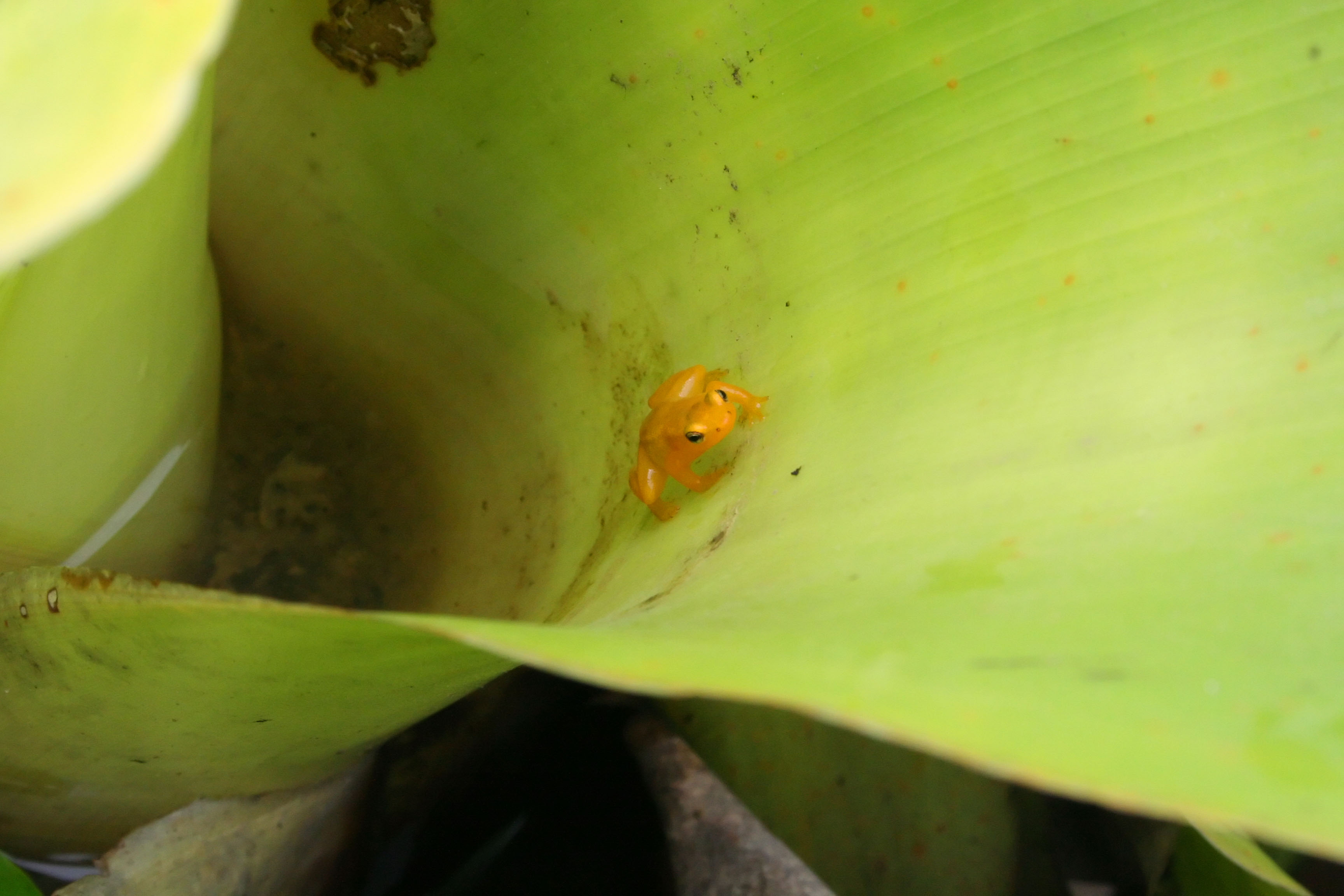
Der Blatttrichter der Bromelie

Die Fortpflanzung scheint nicht auf bestimmte Jahreszeiten beschränkt zu sein: Paarungsverhalten wurde im März und von Juni bis August beobachtet; in den gleichen Monaten wurden auch Kaulquappen im späten Entwicklungsstadium gefunden. Das Werberitual der Goldfrösche dauert lange und ist komplex. Die Weibchen legen jeweils 3 bis 7 Eier auf den Bromelienblättern ab, am Rande der Wasserpfützen (Phytotelmata), die sich in den Blatttrichtern der Bromelien bilden. Diese winzigen Teiche innerhalb der Pflanzen sind für das Überleben der Art anomaloglossus beebei zentral, denn die Kaulquappen gedeihen ausschließlich hier. Sie ernähren sich von Algen, Detritus und Mückenlarven.
Wenn das Nahrungsangebot zu knapp ist, trägt gelegentlich ein männlicher Frosch Kaulquappen auf seinem Rücken zu einem anderen Phytotelma – oder das Weibchen legt weitere Eier, die nicht befruchtet werden, direkt ins Wasser.

## Nahrungsfang und Fluchtverhalten

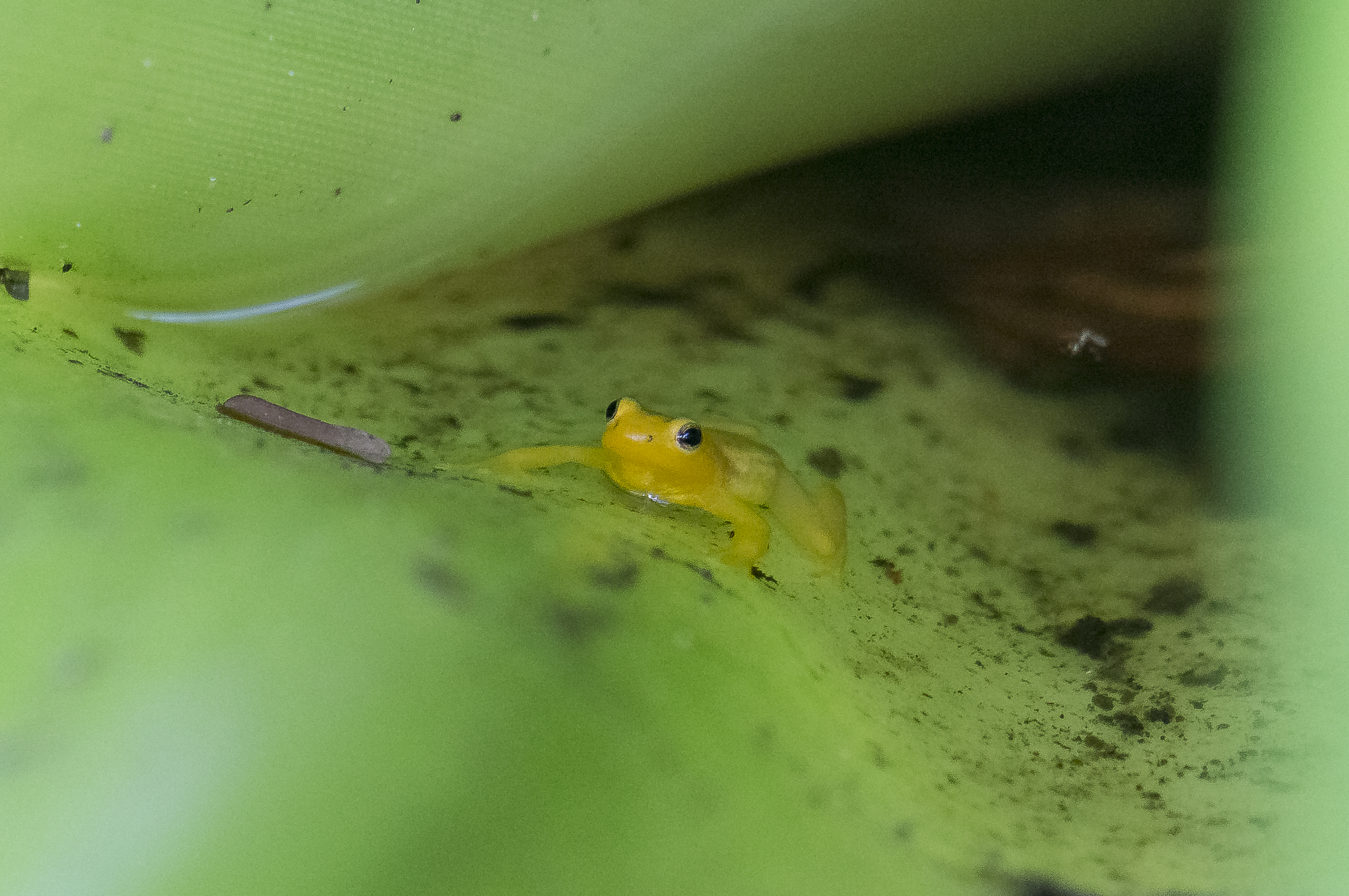
Ein Goldfrosch in seiner Blatttrichter-Pfütze (Phytotelma)

Die Frösche ernähren sich hauptsächlich von Mücken. Sie warten auf den Bromelien, bis Beute in Reichweite kommt: oft schnappen sie Mücken, wenn diese von der Wasseroberfläche der Phytotelmata abheben. Gelegentlich fressen sie auch Ameisen, Milben oder kleine Spinnen, nach kurzer, hüpfender Verfolgung.
Goldfrösche sind sehr wachsam: Wenn sie sich bedroht fühlen, springen sie schnell in ein Phytotelma und drücken sich zwischen die Bromelienblätter oder stellen sich tot.

## Sozialverhalten
Weibliche und männliche Frösche leben zusammen in stabilen Gruppen. Individuen haben zwar ihr eigenes Territorium; Nachbarn statten einander aber regelmäßig friedliche Besuche ab, ohne Bezug zur Fortpflanzung. Dieses Sozialverhalten ist für Frösche äußerst ungewöhnlich. Ein Vorteil der Vertrautheit von Individuen könnte darin bestehen, dass dadurch kräftezehrende Konkurrenz um Wasserpfützen vermieden wird.

## Gefährdung
Anomaloglossus beebei wird als gefährdet eingestuft: Endangered (IUCN 3.1, 2019). Die Hochstufung auf der Gefährdungsskala erfolgte schnell: im Jahr 2004 noch Least Concern, 2008 bereits Vulnerable. Das Verbreitungsgebiet ist eng begrenzt und der Lebensraum im Kaieteur National Park wird durch zunehmenden Baumbestand weiter eingeschränkt: Blätter von nahen Bäumen füllen die Phytotelmata der Bromelien und nehmen damit den Fröschen ihre Brutstätten. Lokaler Gold- und Diamantenabbau findet sogar innerhalb des Parkgebiets statt und könnte den Lebensraum beeinträchtigen. Auf Mount Ayanganna und Mount Wokomung werden Goldfrösche nur selten nachgewiesen, obwohl sie an ihren charakteristischen Rufen leicht zu erkennen sind. Auch auf diesen Tepuis könnte der Abbau von Gold dem Artenbestand gefährlich werden; im Jahr 2017 hatte er das Verbreitungsgebiet der Goldfrösche aber wahrscheinlich noch nicht erreicht.

## Systematik und Nomenklatur
Den wissenschaftlichen Namen (zunächst Hyloxalus beebei) gab Gladwyn Kingsley Noble der Art im Jahr 1923 zu Ehren des Zoologen und Ökologen Charles William Beebe (1877–1962). Als Gattungsname wurde ab 1971 Colostethus verwendet; seit 2006 gilt Anomaloglossus: „mit der unebenen/ungewöhnlichen Zunge“ (aus altgriechisch ἀνώμαλος anōmalos ‚uneben, ungleich‘ und γλῶσσα glōssa ‚Zunge‘).